# Mountain Bird (musikgrupp)
Mountain Bird är ett artist-projekt av producenten Adam Öhman från Stockholm grundat 2014.  År 2016 signade han med elektroniska skivbolaget HMWL för att släppa musik som hade en mer elektronisk touch samt släppa sina första remixer för bland annat Flora Cash
, Tingsek och Amanda Mair. År 2018 skrev han på för det internationella skivbolaget Nettwerk Music Group och samma år började använda sin egen röst på samtliga låtar.

## Diskografi

### EP/Singlar
- 2020 - "Modern Man"

- 2020 - "DearBrainLetMeSleep" EP
- 2019 - "5years"
- 2019 - "Quit"
- 2018 - "Cubism EP"
- 2018 - "The Wolf"
- 2017 - "Cliché Feat. Autrey"
- 2016 - "Circus Feat. Noomi"
- 2016 - "Hearts To Gold"
- 2015 - "Dream" Single
- 2014 - "Cosmos II" EP
- 2014 - "The Visitor" single
- 2014 - "Violent Night" single
- 2014 - "Cosmos I" EP

### Remixer
- 2017 "Flora Cash - The Bad Boys (Mountain Bird Remix)"
- 2017 "Tingsek-Miss Brand New (Mountain Bird Remix)"
- 2017 "Amanda Mair-Rush (Mountain Bird Remix)"